# Человек-паук в кино
Челове́к-пау́к (англ. Spider-Man) — персонаж комиксов Marvel, созданный Стэном Ли и Стивом Дитко, который появлялся в качестве главного героя во многих фильмах и сериалах.
Первые фильмы про Человека-паука были сняты с 1977 по 1981 год («Человек паук», «Человек-паук: Снова в бою» и «Человек-паук: Вызов Дракону»). Главную роль в данной трилогии сыграл Николас Хэммонд. Также в 1978 году в Японии вышла одноимённая короткометражка, главную роль в которой исполнил Синдзи Тод.
Первая часть новой трилогии, поставленной режиссёром Сэмом Рэйми, вышла в 2002 году. Роль Человека-паука исполнил Тоби Магуайр, а его девушку, Мэри Джейн Уотсон — Кирстен Данст. За всю трилогию противниками Человека-паука были Зелёный гоблин (Уиллем Дефо), Доктор Осьминог (Альфред Молина), Новый гоблин (Джеймс Франко), Песочный человек (Томас Хейден Чёрч) и Веном (Тофер Грейс). В трилогии появились также Курт Коннорс, Мендель Штромм и Джон Джеймсон, но у них была незначительная роль в сюжете.
Четвёртый фильм являлся перезапуском, режиссёр — Марк Уэбб. Роль Человека-паука исполнил Эндрю Гарфилд. За всю дилогию противниками Человека-паука были Ящер (Рис Иванс), Зелёный гоблин (Дэйн Дехаан), Электро (Джейми Фокс) и Носорог (Пол Джаматти). В дилогии также появились Норман Озборн, Алистер Смайт, Алан Фэган, Густав Фирс и Фелиция Харди, но у них была незначительная роль в сюжете.
В феврале 2015 года было объявлено о разделении прав на Человека-паука с Marvel Studios и его присоединении к медиафраншизе «Кинематографическая вселенная Marvel» (КВМ). Официально первое появление героя состоялось в блокбастере «Первый мститель: Противостояние», но в 2017 году новый исполнитель главной роли Том Холланд подтвердил фанатскую теорию о том, что первое появление было в фильме «Железный человек 2» (2010). 6 июля 2017 года вышел новый сольный фильм «Человек-паук: Возвращение домой» (прокатывает Sony Pictures), являющийся новой перезагрузкой в рамках КВМ.
В этом фильме противниками Человека-паука были Стервятник (Майкл Китон), Шокер (Букем Вудбайн), Жестянщик (Майкл Чернус), Мак Гарган (Майкл Мэндо) и Аарон Дэвис (Дональд Гловер). Продолжение фильма, «Человек-паук: Вдали от дома», вышло в прокат 2 июля 2019 года. Роль главного антагониста — суперзлодея Мистерио — исполнил Джейк Джилленхол. Третий фильм, «Человек-паук: Нет пути домой», вышел 15 декабря 2021 года и стал кроссовером с трилогией Сэма Рэйми и дилогией Марка Уэбба. В фильме вернулись несколько актёров из этих серий, включая Тоби Магуайра и Эндрю Гарфилда.

## Фильмография

### Человек-паук (1977—1981)
- 1977 — Человек-паук (англ. Spider-Man)
- 1979 — Человек-паук: Снова в бою (англ. Spider-Man Strikes Back)
- 1981 — Человек-паук: Вызов Дракону (англ. Spider-Man: The Dragon's Challenge)

#### Актёры
| Персонаж                  | Фильмы          | Фильмы                    | Фильмы                      |
| Персонаж                  | Человек-паук    | Человек-паук: Снова в бою | Человек-паук: Вызов Дракону |
| ------------------------- | --------------- | ------------------------- | --------------------------- |
| Питер Паркер Человек-паук | Николас Хаммонд | Николас Хаммонд           | Николас Хаммонд             |
| Джей Джона Джеймсон       | Дэвид Уайт      | Роберт Ф. Саймон          | Роберт Ф. Саймон            |
| Мэй Паркер                | Джефф Доннелл   |                           |                             |
| Робби Робертсон           | Хилли Хикс      |                           |                             |
| Рита Конуэй               |                 | Чип Филдс                 | Чип Филдс                   |

### Японский фильм (1978)
- 1978 — Человек-паук (англ. Spider-Man, яп. スパイダーマン)

#### Актёры
| Такуя Ямасиро Человек-паук | Синдзи Тод |
| Нобору Накая               | Юдзо Мамии |

### Трилогия Сэма Рэйми (2002—2007)
- 2002 — Человек-паук (англ. Spider-Man)
- 2004 — Человек-паук 2 (англ. Spider-Man 2)

Логотип трилогии Сэма Рэйми

- 2007 — Человек-паук 3: Враг в отражении (англ. Spider-Man 3)

#### Актёры
| Персонаж                                                                         | Фильмы          | Фильмы          | Фильмы                           |
| Персонаж                                                                         | Человек-паук    | Человек-паук 2  | Человек-паук 3: Враг в отражении |
| -------------------------------------------------------------------------------- | --------------- | --------------- | -------------------------------- |
| Питер Паркер Человек-паук                                                        | Тоби Магуайр    | Тоби Магуайр    | Тоби Магуайр                     |
| Бен Паркер                                                                       | Клифф Робертсон | Клифф Робертсон | Клифф Робертсон                  |
| Мэри Джейн Уотсон                                                                | Кирстен Данст   | Кирстен Данст   | Кирстен Данст                    |
| Гарри Озборн Новый гоблин                                                        | Джеймс Франко   | Джеймс Франко   | Джеймс Франко                    |
| Мэй Паркер                                                                       | Розмари Харрис  | Розмари Харрис  | Розмари Харрис                   |
| Норман Озборн Зелёный гоблин                                                     | Уиллем Дефо     | Уиллем Дефо     | Уиллем Дефо                      |
| Джей Джона Джеймсон                                                              | Дж. К. Симмонс  | Дж. К. Симмонс  | Дж. К. Симмонс                   |
| Джозеф «Робби» Робертсон                                                         | Билл Нанн       | Билл Нанн       | Билл Нанн                        |
| Бетти Брант                                                                      | Элизабет Бэнкс  | Элизабет Бэнкс  | Элизабет Бэнкс                   |
| Хоффман                                                                          | Тед Рэйми       | Тед Рэйми       | Тед Рэйми                        |
| Бернард                                                                          | Джон Пэкстон    | Джон Пэкстон    | Джон Пэкстон                     |
| Ведущий боёв без правил Администратор в театре Метрдотель французского ресторана | Брюс Кэмпбелл   | Брюс Кэмпбелл   | Брюс Кэмпбелл                    |
| Различные камео                                                                  | Стэн Ли         | Стэн Ли         | Стэн Ли                          |
| Флэш Томпсон                                                                     | Джо Манганьелло |                 | Джо Манганьелло                  |
| Деннис Кэррадайн                                                                 | Майкл Пападжон  |                 | Майкл Пападжон                   |
| Рестлер Макгроу                                                                  | Рэнди Сэвидж    |                 |                                  |
| Доктор Мендель Штромм                                                            | Рон Перкинс     |                 |                                  |
| Доктор Курт Коннорс                                                              |                 | Дилан Бейкер    | Дилан Бейкер                     |
| Мистер Диткович                                                                  |                 | Илья Баскин     | Илья Баскин                      |
| Урсула Диткович                                                                  |                 | Магейна Това    | Магейна Това                     |
| Отто Октавиус Доктор Осьминог                                                    |                 | Альфред Молина  | Упоминается                      |
| Розали Октавиус                                                                  |                 | Донна Мёрфи     |                                  |
| Джон Джеймсон                                                                    |                 | Дэниел Гиллис   |                                  |
| Мистер Азиз                                                                      |                 | Аасиф Мандви    |                                  |
| Эдди Брок Веном                                                                  |                 |                 | Тофер Грейс                      |
| Флинт Марко Песочный человек                                                     |                 |                 | Томас Хейден Чёрч                |
| Эмма Марко                                                                       |                 |                 | Тереза Расселл                   |
| Пенни Марко                                                                      |                 |                 | Перла Хэйни-Джардин              |
| Гвен Стейси                                                                      |                 |                 | Брайс Даллас Ховард              |
| Капитан Джордж Стейси                                                            |                 |                 | Джеймс Кромвелл                  |

#### Съёмочная группа
| Роль       | Фильмы                 | Фильмы                | Фильмы                                 |
| Роль       | Человек-паук           | Человек-паук 2        | Человек-паук 3: Враг в отражении       |
| ---------- | ---------------------- | --------------------- | -------------------------------------- |
| Режиссёр   | Сэм Рэйми              | Сэм Рэйми             | Сэм Рэйми                              |
| Продюсер   | Лора Зискин, Йен Брайс | Лора Зискин, Ави Арад | Лора Зискин, Ави Арад, Грант Кёртис    |
| Сценарист  | Дэвид Кепп             | Элвин Сарджент        | Элвин Сарджент, Сэм Рэйми, Айван Рэйми |
| Композитор | Дэнни Эльфман          | Дэнни Эльфман         | Кристофер Янг                          |
| Оператор   | Дон Бёрджесс           | Билл Поуп             | Билл Поуп                              |

#### Реакция критиков

Логотип дилогии Марка Уэбба

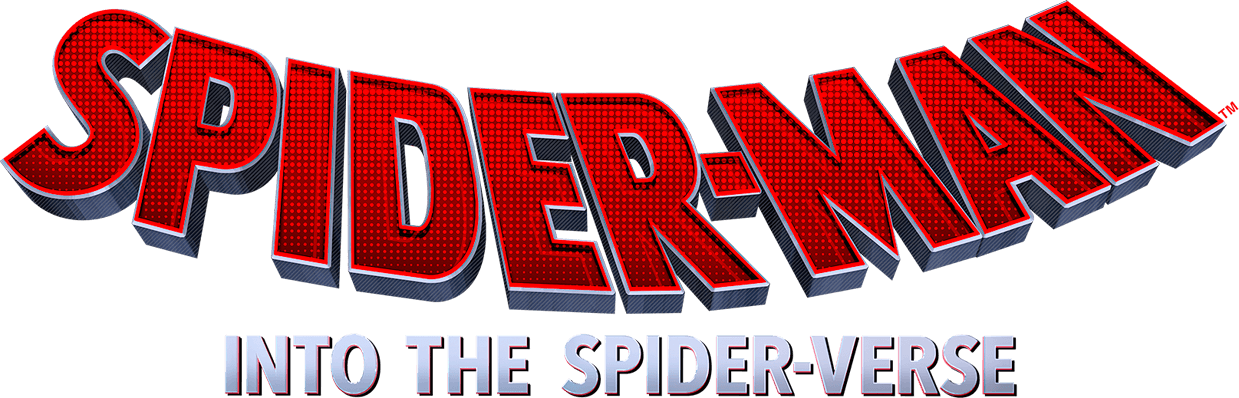
Логотип мультфильма Человек-паук: Через вселенные

| Фильм                            | Rotten Tomatoes    | Rotten Tomatoes   | Metacritic      | Cinemascore |
| Фильм                            | В целом            | Лучшие критики    | Metacritic      | Cinemascore |
| -------------------------------- | ------------------ | ----------------- | --------------- | ----------- |
| Человек-паук                     | 90 % (243 отзыва)  | 84 % (45 отзывов) | 73 (38 отзывов) | A−          |
| Человек-паук 2                   | 93 % (272 отзыва)  | 96 % (50 отзывов) | 83 (41 отзыв)   | A−          |
| Человек-паук 3: Враг в отражении | 63 % (256 отзывов) | 46 % (52 отзыва)  | 59 (40 отзывов) | B+          |

### Дилогия Марка Уэбба (2012—2014)
- 2012 — Новый Человек-паук (англ. The Amazing Spider-Man)
- 2014 — Новый Человек-паук. Высокое напряжение (англ. The Amazing Spider-Man 2: Rise of Electro)

#### Актёры
| Персонаж                    | Фильмы             | Фильмы                                 |
| Персонаж                    | Новый Человек-паук | Новый Человек-паук: Высокое напряжение |
| --------------------------- | ------------------ | -------------------------------------- |
| Питер Паркер Человек-паук   | Эндрю Гарфилд      | Эндрю Гарфилд                          |
| Мэй Паркер                  | Салли Филд         | Салли Филд                             |
| Гвен Стейси                 | Эмма Стоун         | Эмма Стоун                             |
| Капитан Джордж Стейси       | Денис Лири         | Денис Лири                             |
| Ричард Паркер               | Кэмпбелл Скотт     | Кэмпбелл Скотт                         |
| Мэри Паркер                 | Джулианна Николсон | Джулианна Николсон                     |
| Густав Фирс Джентльмен      | Майкл Масси        | Майкл Масси                            |
| Различные камео             | Стэн Ли            | Стэн Ли                                |
| Доктор Курт Коннорс Ящер    | Рис Иванс          | Упоминается                            |
| Бен Паркер                  | Мартин Шин         |                                        |
| Флэш Томпсон                | Крис Зилка         |                                        |
| Доктор Ратха                | Ирфан Хан          |                                        |
| Билли Коннорс               | Майлз Эллиот       |                                        |
| Рэй                         | Си Томас Хауэлл    |                                        |
| Филлип Стейси               | Чарли Депью        |                                        |
| Норман Озборн               | Упоминается        | Крис Купер                             |
| Гарри Озборн Зелёный гоблин |                    | Дейн Дехаан                            |
| Макс Диллон Электро         |                    | Джейми Фокс                            |
| Дональд Менкен              |                    | Колм Фиори                             |
| Доктор Кафка                |                    | Мартон Чокаш                           |
| Алексей Сицевич Носорог     |                    | Пол Джаматти                           |
| Фелиция Харди               |                    | Фелисити Джонс                         |
| Алистер Смайт               |                    | Бенджамин Джозеф Новак                 |

#### Съёмочная группа
| Роль       | Фильмы                                       | Фильмы                                                                                       |
| Роль       | Новый Человек-паук                           | Новый Человек-паук: Высокое напряжение                                                       |
| ---------- | -------------------------------------------- | -------------------------------------------------------------------------------------------- |
| Режиссёр   | Марк Уэбб                                    | Марк Уэбб                                                                                    |
| Продюсер   | Лора Зискин Ави Арад Мэтт Толмак             | Ави Арад Мэтт Толмак                                                                         |
| Сценарист  | Элвин Сарджент Джеймс Вандербилт Стив Кловис | Элвин Сарджент                                                                               |
| Композитор | Джеймс Хорнер                                | Ханс Циммер Фаррелл Уильямс Джонни Марр Майк Эйнзигер Junkie XL Стив Маццаро Эндрю Кавчински |
| Оператор   | Джон Шварцман                                | Дэниел Миндел                                                                                |

#### Реакция критиков
| Фильм                                  | Rotten Tomatoes    | Rotten Tomatoes   | Metacritic      | Cinemascore |
| Фильм                                  | В целом            | Лучшие критики    | Metacritic      | Cinemascore |
| -------------------------------------- | ------------------ | ----------------- | --------------- | ----------- |
| Новый Человек-паук                     | 72 % (325 отзывов) | 77 % (49 отзывов) | 66 (42 отзыва)  | A−          |
| Новый Человек-паук: Высокое напряжение | 52 % (302 отзыва)  | 35 % (52 отзыва)  | 53 (50 отзывов) | B+          |

### Кинематографическая вселенная Marvel (с 2016)
10 февраля 2015 года было официально объявлено, что Человек-паук станет частью КВМ. Персонаж впервые появился в фильме «Первый мститель: Противостояние». Новый сольный фильм о Человеке-пауке вышел в 2017 году. Креативное руководство было отдано Marvel Studios, однако права на экранизацию и прокат картины остаются за Sony. После выхода первого сольного фильма Том Холанд подтвердил фанатскую теорию о том, что первое появление Человека-паука состоялось в фильме «Железный человек 2», где его сыграл Макс Фавро.
- 2016 — Первый мститель: Противостояние (англ. Captain America: Civil War)
- 2017 — Человек-паук: Возвращение домой (англ. Spider-Man: Homecoming)
- 2018 — Мстители: Война бесконечности (англ. Avengers: Infinity War)
- 2019 — Мстители: Финал (англ. Avengers: Endgame)
- 2019 — Человек-паук: Вдали от дома (англ. Spider-Man: Far From Home)
- 2021 — Человек-паук: Нет пути домой (англ. Spider-Man: No Way Home)

#### Актёры
| Персонаж                              | Фильмы                          | Фильмы                          | Фильмы                        | Фильмы              | Фильмы                      | Фильмы                       | Фильмы                              | Фильмы                | Фильмы                    |
| Персонаж                              | Первый Мститель: Противостояние | Человек-паук: Возвращение домой | Мстители: Война Бесконечности | Мстители: Финал     | Человек-паук: Вдали от дома | Человек-паук: Нет пути домой | Человек-паук: Совершенно новый день | Мстители: Судный день | Мстители: Секретные войны |
| ------------------------------------- | ------------------------------- | ------------------------------- | ----------------------------- | ------------------- | --------------------------- | ---------------------------- | ----------------------------------- | --------------------- | ------------------------- |
| Питер Паркер Человек-паук             | Том Холланд                     | Том Холланд                     | Том Холланд                   | Том Холланд         | Том Холланд                 | Том Холланд                  | Том Холланд                         | Том Холланд           | Том Холланд               |
| Тони Старк Железный Человек           | Роберт Дауни мл.                | Роберт Дауни мл.                | Роберт Дауни мл.              | Роберт Дауни мл.    | Роберт Дауни мл.            | Упоминается                  |                                     |                       |                           |
| Стив Роджерс Капитан Америка          | Крис Эванс                      | Крис Эванс                      | Крис Эванс                    | Крис Эванс          | Упоминается                 | Упоминается                  |                                     |                       |                           |
| Мэй Паркер                            | Мариса Томей                    | Мариса Томей                    |                               | Мариса Томей        | Мариса Томей                | Мариса Томей                 |                                     |                       |                           |
| Нед Лидс                              |                                 | Джейкоб Баталон                 | Джейкоб Баталон               | Джейкоб Баталон     | Джейкоб Баталон             | Джейкоб Баталон              | Джейкоб Баталон                     |                       |                           |
| Пеппер Потс                           | Упоминается                     | Гвинет Пэлтроу                  | Гвинет Пэлтроу                | Гвинет Пэлтроу      | Упоминается                 |                              |                                     |                       |                           |
| Синди Мун                             |                                 | Тиффани Эспенсен                | Тиффани Эспенсен              |                     |                             |                              |                                     |                       |                           |
| Салли Аврил                           |                                 | Изабелла Амара                  | Изабелла Амара                |                     |                             |                              |                                     |                       |                           |
| Чарльз Мёрфи                          |                                 | Майкл Барбиери                  | Майкл Барбиери                |                     |                             |                              |                                     |                       |                           |
| Тайни МакКивер                        |                                 | Итан Дизон                      | Итан Дизон                    |                     |                             |                              |                                     |                       |                           |
| Гарольд «Хэппи» Хоган                 |                                 | Джон Фавро                      |                               | Джон Фавро          | Джон Фавро                  | Джон Фавро                   |                                     |                       |                           |
| Мишель «Эм-Джей» Джонс Уотсон         |                                 | Зендея                          |                               |                     | Зендея                      | Зендея                       | Зендея                              |                       |                           |
| Юджин «Флэш» Томпсон                  |                                 | Тони Револори                   |                               |                     | Тони Револори               | Тони Револори                |                                     |                       |                           |
| Бетти Брант                           |                                 | Энгаури Райс                    |                               |                     | Энгаури Райс                | Энгаури Райс                 |                                     |                       |                           |
| Роджер Харрингтон                     |                                 | Мартин Старр                    |                               |                     | Мартин Старр                | Мартин Старр                 |                                     |                       |                           |
| Джейсон Ионелло                       |                                 | Хорхе Лендеборг-младший         |                               |                     | Хорхе Лендеборг-младший     | Хорхе Лендеборг-младший      |                                     |                       |                           |
| Тренер Андре Уилсон                   |                                 | Ганнибал Бёресс                 |                               |                     |                             | Ганнибал Бёресс              |                                     |                       |                           |
| Лиз                                   |                                 | Лора Харриер                    |                               |                     |                             | Лора Харриер                 |                                     |                       |                           |
| Мак Гарган                            |                                 | Майкл Мэндо                     |                               |                     |                             |                              | Майкл Мэндо                         |                       |                           |
| Эдриан Тумс Стервятник                |                                 | Майкл Китон                     |                               |                     |                             |                              |                                     |                       |                           |
| Дорис Тумс                            |                                 | Гарсель Бове                    |                               |                     |                             |                              |                                     |                       |                           |
| Финес Мэйсон Тинкерер                 |                                 | Майкл Чернус                    |                               |                     |                             |                              |                                     |                       |                           |
| Джексон Брайс Шокер № 1               |                                 | Логан Маршалл-Грин              |                               |                     |                             |                              |                                     |                       |                           |
| Герман Шульц Шокер № 2                |                                 | Букем Вудбайн                   |                               |                     |                             |                              |                                     |                       |                           |
| Аарон Дэвис                           |                                 | Дональд Гловер                  |                               |                     |                             |                              |                                     |                       |                           |
| Ник Фьюри                             |                                 |                                 | Сэмюэл Л. Джексон             | Сэмюэл Л. Джексон   | Сэмюэл Л. Джексон           |                              |                                     |                       |                           |
| Мария Хилл                            |                                 |                                 | Коби Смолдерс                 | Коби Смолдерс       | Коби Смолдерс               |                              |                                     |                       |                           |
| Доктор Стивен Стрэндж                 |                                 |                                 | Бенедикт Камбербэтч           | Бенедикт Камбербэтч |                             | Бенедикт Камбербэтч          |                                     | Бенедикт Камбербэтч   | Бенедикт Камбербэтч       |
| Вонг                                  |                                 |                                 | Бенедикт Вонг                 | Бенедикт Вонг       |                             | Бенедикт Вонг                |                                     |                       |                           |
| Брюс Бэннер Халк                      |                                 |                                 | Марк Руффало                  | Марк Руффало        |                             |                              | Марк Руффало                        |                       |                           |
| Джей Джона Джеймсон                   |                                 |                                 |                               |                     | Дж. К. Симмонс              | Дж. К. Симмонс               |                                     |                       |                           |
| Джулиус Дэлл                          |                                 |                                 |                               |                     | Джей Би Смув                | Джей Би Смув                 |                                     |                       |                           |
| Квентин Бек Мистерио                  |                                 |                                 |                               |                     | Джейк Джилленхол            | Джейк Джилленхол             |                                     |                       |                           |
| Брэд Дэвис                            |                                 |                                 |                               |                     | Реми Хай                    |                              |                                     |                       |                           |
| Димитрий                              |                                 |                                 |                               |                     | Нуман Аджар                 |                              |                                     |                       |                           |
| Уильям Гинтер Рива                    |                                 |                                 |                               |                     | Питер Биллингсли            |                              |                                     |                       |                           |
| Мэтт Мёрдок Сорвиголова               |                                 |                                 |                               |                     |                             | Чарли Кокс                   | Чарли Кокс                          |                       |                           |
| Питер Паркер Человек-паук / «Питер-2» |                                 |                                 |                               |                     |                             | Тоби Магуайр                 |                                     |                       |                           |
| Питер Паркер Человек-паук / «Питер-3» |                                 |                                 |                               |                     |                             | Эндрю Гарфилд                |                                     |                       |                           |
| Норман Озборн Зелёный гоблин          |                                 |                                 |                               |                     |                             | Уиллем Дефо                  |                                     |                       |                           |
| Отто Октавиус Доктор Осьминог         |                                 |                                 |                               |                     |                             | Альфред Молина               |                                     |                       |                           |
| Флинт Марко Песочный человек          |                                 |                                 |                               |                     |                             | Томас Хейден Чёрч            |                                     |                       |                           |
| Курт Коннорс Ящер                     |                                 |                                 |                               |                     |                             | Рис Иванс                    |                                     |                       |                           |
| Максвелл Диллон Электро               |                                 |                                 |                               |                     |                             | Джейми Фокс                  |                                     |                       |                           |
| Эдди Брок Веном                       |                                 |                                 |                               |                     |                             | Том Харди                    |                                     |                       |                           |
| Фрэнк Касл Каратель                   |                                 |                                 |                               |                     |                             |                              | Джон Бернтал                        |                       |                           |

#### Съёмочная группа
| Роль       | Фильмы                                                                                     | Фильмы                      | Фильмы                       |
| Роль       | Человек-паук: Возвращение домой                                                            | Человек-паук: Вдали от дома | Человек-паук: Нет пути домой |
| ---------- | ------------------------------------------------------------------------------------------ | --------------------------- | ---------------------------- |
| Режиссёр   | Джон Уоттс                                                                                 | Джон Уоттс                  | Джон Уоттс                   |
| Продюсер   | Кевин Файги Эми Паскаль                                                                    | Кевин Файги Эми Паскаль     | Кевин Файги Эми Паскаль      |
| Сценарист  | Джонатан Голдштейн Джон Фрэнсис Дейли Джон Уоттс Кристофер Форд Крис Маккенна Эрик Соммерс | Крис Маккенна Эрик Соммерс  | Крис Маккенна Эрик Соммерс   |
| Композитор | Майкл Джаккино                                                                             | Майкл Джаккино              | Майкл Джаккино               |
| Оператор   | Сальваторе Тотино                                                                          | Мэттью Дж. Ллойд            | Мауро Фиоре                  |

#### Реакция критиков
| Фильм                           | Rotten Tomatoes    | Rotten Tomatoes   | Metacritic      |
| Фильм                           | В целом            | Лучшие критики    | Metacritic      |
| ------------------------------- | ------------------ | ----------------- | --------------- |
| Человек-паук: Возвращение домой | 92 % (377 отзывов) | 91 % (43 отзыва)  | 73 (51 отзыв)   |
| Человек-паук: Вдали от дома     | 90 % (417 отзывов) | 89 % (37 отзывов) | 69 (55 отзывов) |
| Человек-паук: Нет пути домой    | 93 % (430 отзывов) | 90 % (70 отзывов) | 71 (60 отзывов) |

### Анимационная Spider-Verse (с 2018)
- 2018 — Человек-паук: Через вселенные (англ. Spider-Man: Into the Spider-Verse)
- 2023 — Человек-паук: Паутина вселенных (англ. Spider-Man: Across the Spider-Verse)
- 2027 — Человек-паук: За пределами вселенных (англ. Spider-Man: Beyond the Spider-Verse)

#### Актёры
| Персонаж                                 | Фильмы                        | Фильмы                          | Фильмы                               | Короткометражка                 | Спин-офф        |
| Персонаж                                 | Человек-паук: Через вселенные | Человек-паук: Паутина вселенных | Человек-паук: За пределами вселенных | Свин-Паук: Застрявший в ветчине | Женщины-пауки   |
| ---------------------------------------- | ----------------------------- | ------------------------------- | ------------------------------------ | ------------------------------- | --------------- |
| Майлз Моралес Человек-паук               | Шамик Мур                     | Шамик Мур                       | Шамик Мур                            |                                 |                 |
| Мигель О’Хара Человек-паук 2099          | Оскар АйзекК                  | Оскар Айзек                     | Оскар Айзек                          |                                 |                 |
| Питер Б. Паркер Человек-паук             | Джейк Джонсон                 | Джейк Джонсон                   | Джейк Джонсон                        |                                 |                 |
| Гвен Стейси Женщина-паук                 | Хейли Стайнфелд               | Хейли Стайнфелд                 | Хейли Стайнфелд                      |                                 | Хейли Стайнфелд |
| Джефферсон Дэвис / Моралес               | Брайан Тайри Генри            | Брайан Тайри Генри              |                                      |                                 |                 |
| Рио Моралес                              | Луна Лорен Велес              | Луна Лорен Велес                |                                      |                                 |                 |
| Аарон Дэвис Бродяга                      | Махершала Али                 | Махершала Али                   |                                      |                                 |                 |
| Уилсон Фиск Кингпин                      | Лев Шрайбер                   |                                 |                                      |                                 |                 |
| Оливия Октавиус Доктор Осьминог          | Кэтрин Хан                    | Кэтрин Хан                      |                                      |                                 |                 |
| Норман Озборн Зелёный Гоблин             | Йорма Такконе                 | Йорма Такконе                   |                                      |                                 |                 |
| Бен Паркер                               | Клифф РобертсонА              | Клифф РобертсонА                |                                      |                                 |                 |
| Мэй Паркер                               | Лили Томлин                   | Элизабет Перкинс                |                                      |                                 |                 |
| Пени Паркер SP//dr                       | Кимико Гленн                  | Кимико Гленн                    |                                      |                                 |                 |
| Питер Паркер Человек-паук                | Крис Пайн                     |                                 |                                      |                                 |                 |
| Питер Паркер Человек-паук Нуар           | Николас Кейдж                 | Николас КейджА                  |                                      |                                 |                 |
| Питер Поркер Свин-паук                   | Джон Малейни                  | Джон МалейниА                   |                                      | Джон Малейни                    |                 |
| Мак Гарган Скорпион                      | Хоакин Косио                  |                                 |                                      |                                 |                 |
| Могильщик                                | Марвин Джонс III              |                                 |                                      |                                 |                 |
| Мэри Джейн Паркер (реальность Майлза)    | Зои Кравиц                    |                                 |                                      |                                 |                 |
| Ванесса Фиск                             | Лейк Белл                     |                                 |                                      |                                 |                 |
| Джессика Дрю Женщина-паук                |                               | Исса Рэй                        | Исса Рэй                             |                                 |                 |
| Хоби Браун Паук-панк                     |                               | Дэниел Калуя                    | Дэниел Калуя                         |                                 |                 |
| Павитр Прабхакар мумбайский Человек-паук |                               | Каран Сони                      | Каран Сони                           |                                 |                 |
| Джордж Стейси                            | Появялется                    | Шей Уигем                       |                                      |                                 |                 |
| Ганке                                    | Появялется                    | Питер Сон                       |                                      |                                 |                 |
| Эдриан Тумс Стервятник                   |                               | Йорма Такконе                   |                                      |                                 |                 |
| Джонатан Онн Пятно                       | Появялется                    | Джейсон Шварцман                |                                      |                                 |                 |
| доктор Кроудэдди                         |                               |                                 |                                      | Аарон ЛаПланте                  |                 |
| Mиссис Чен                               |                               | Пегги Лу                        |                                      |                                 |                 |
| Аарон Дэвис Бродяга                      |                               | Дональд Гловер                  |                                      |                                 |                 |
| Джей Джона Джеймсон (Земля-67)           | Адам БраунКН                  |                                 |                                      |                                 |                 |
| Питер Паркер Человек-паук Insomniac      |                               | Юрий ЛовентальК                 |                                      |                                 |                 |
| Питер Паркер Грандиозный Человек-паук    |                               | Джош КитонК                     |                                      |                                 |                 |
| Бен Паркер                               |                               | Клифф РобертсонА                |                                      |                                 |                 |
| Питер Паркер Человек-паук                |                               | Эндрю ГарфилдА                  |                                      |                                 |                 |
| Питер Паркер Человек-паук                |                               | Тоби МагуайрА                   |                                      |                                 |                 |
| Питер Паркер Человек-паук (Земля-67)     | Йорма ТакконеКН               | Йорма ТакконеК                  |                                      |                                 |                 |
| Джордж Стейси                            |                               | Денис ЛириА                     |                                      |                                 |                 |
| Мэри Джейн Уотсон                        |                               | Кирстен ДанстА                  |                                      |                                 |                 |

1. ↑  Впервые появляется в Вселенной Человека-паука от Sony
2. ↑  Впервые появляется в Кинематографической вселенной Marvel
3. 1 2  Впервые появляется в анимационном сериале Человек-паук 1967 года
4. ↑  Впервые появляется в серии игр Spider-Man компании Insomniac Games]]
5. ↑  Впервые появляется в анимационном сериале Новые приключения Человека-паука
6. 1 2 3  Впервые появляется в трилогия Сэма Рэйми
7. 1 2  Впервые появляется в дилогии Марка Уэбба

#### Съёмочная группа
| Роль       | Фильм                                                             | Фильм                                                             |
| Роль       | Человек-паук: Через вселенные                                     | Человек-паук: Паутина вселенных                                   |
| ---------- | ----------------------------------------------------------------- | ----------------------------------------------------------------- |
| Режиссёр   | Боб Персичетти Питер Рэмси Родни Ротман                           | Жуакин Душ Сантуш Кэмп Пауэрс Джастин Томпсон                     |
| Продюсер   | Ави Арад Эми Паскаль Фил Лорд Кристофер Миллер Кристина Стейнберг | Ави Арад Эми Паскаль Фил Лорд Кристофер Миллер Кристина Стейнберг |
| Сценарист  | Фил Лорд Родни Ротман                                             | Дэйв Каллахэм Фил Лорд Кристофер Миллер                           |
| Композитор | Дэниел Пембертон                                                  | Дэниел Пембертон                                                  |

#### Реакция критиков
| Фильм                           | Rotten Tomatoes    | Rotten Tomatoes   | Metacritic      |
| Фильм                           | В целом            | Лучшие критики    | Metacritic      |
| ------------------------------- | ------------------ | ----------------- | --------------- |
| Человек-паук: Через вселенные   | 97 % (369 отзывов) | 93 % (36 отзывов) | 87 (50 отзывов) |
| Человек-паук: Паутина вселенных | 95 % (381 отзыв)   | 95 % (65 отзывов) | 86 (60 отзывов) |

### Вселенная Человека-паука от Sony
- 2018 — Веном (англ. Venom)
- 2021 — Веном 2 (англ. Venom: Let There Be Carnage)
- 2022 — Морбиус (англ. Morbius)
- 2024 — Мадам Паутина (англ. Madame Web)
- 2024 — Веном: Последний танец (англ. Venom: The Last Dance)
- 2024 — Крейвен-охотник (англ. Kraven the Hunter)

В сцене после титров фильма «Веном 2» Веном рассказывает Броку о знаниях симбиотов о других вселенных, после чего Эдди и Веном переносятся ослепительным светом из своего гостиничного номера в незнакомую комнату, где они смотрят по телевидению репортаж Джея Джоны Джеймсона, который раскрывает, что Человек-паук — это Питер Паркер. Том Холланд появлется в роли Питера Паркера / Человека-паука в архивных кадрах из фильма «Человек-паук: Вдали от дома».
В первой сцене после титров фильма «Морбиус» Эдриан Тумс перемещается во вселенную Морбиуса из-за магического заклинания. Он оказывается в тюремной камере и через некоторое время получает освобождение из-за отсутствия данных о его преступлениях. Во второй сцене после титров Тумс, создав копию своего лётного костюма и решив, что к его перемещению в эту вселенную причастен Человек-паук, находит Морбиуса и предлагает объединиться.
В фильме «Мадам Паутина» показано рождение Питера Паркера, при этом имя персонажа ни разу не называется. Эмма Робертс сыграла его мать Мэри Паркер, а Адам Скотт — дядю Бена.

## Кассовые сборы
| Фильм                                   | Дата выхода         | Кассовые сборы, $   | Кассовые сборы, $   | Кассовые сборы, $   | Бюджет, $           |
| Фильм                                   | Дата выхода         | В США и Канаде      | Международные       | Мировые             | Бюджет, $           |
| Трилогия Сэма Рэйми                     | Трилогия Сэма Рэйми | Трилогия Сэма Рэйми | Трилогия Сэма Рэйми | Трилогия Сэма Рэйми | Трилогия Сэма Рэйми |
| --------------------------------------- | ------------------- | ------------------- | ------------------- | ------------------- | ------------------- |
| Человек-паук                            | 3 мая 2002          | 403 706 375         | 418 002 176         | 821 708 551         | 139 млн             |
| Человек-паук 2                          | 30 июня 2004        | 373 585 825         | 410 180 516         | 783 766 341         | 200 млн             |
| Человек-паук 3: Враг в отражении        | 4 мая 2007          | 336 530 303         | 554 341 323         | 890 871 626         | 258 млн             |
| Дилогия Марка Уэбба                     |                     |                     |                     |                     |                     |
| Новый Человек-паук                      | 3 июля 2012         | 262 030 663         | 495 900 000         | 757 930 663         | 230 млн             |
| Новый Человек-паук: Высокое напряжение  | 2 мая 2014          | 202 853 933         | 506 128 390         | 708 982 323         | 250 млн             |
| Кинематографическая вселенная Marvel    |                     |                     |                     |                     |                     |
| Человек-паук: Возвращение домой         | 7 июля 2017         | 334 201 140         | 545 965 784         | 880 166 924         | 175 млн             |
| Человек-паук: Вдали от дома             | 2 июля 2019         | 390 523 780         | 741 256 837         | 1 131 780 617       | 160 млн             |
| Человек-паук: Нет пути домой            | 17 декабря 2021     | 812 393 477         | 1 099 039 073       | 1 911 432 550       | 200 млн             |
| Анимационная серия фильмов Spider-Verse |                     |                     |                     |                     |                     |
| Человек-паук: Через вселенные           | 14 декабря 2018     | 190 241 310         | 185 299 521         | 375 540 831         | 90 млн              |
| Человек-паук: Паутина вселенных         | 2 июня 2023         | 381 311 319         | 309 205 354         | 690 516 673         | 100 млн             |
| Всего                                   | Всего               | 3 692 424 508       | 5 301 188 974       | 8 993 613 482       | 1,702 млрд          |

## Отменённые фильмы

### Человек-паукCannon Films
После кассового успеха фильма «Супермен 3» Cannon Films решила снять свою экранизацию Человека-паука и заключила в 1985 году с Marvel Comics договор по поводу прав на пять лет за 225 тысяч долларов. Однако права могли вернуться к Marvel, если фильм не был бы снят и выпущен к апрелю 1990 года. Данный фильм изначально был задуман как фильм ужасов в стиле Человека-волка. По сюжету, безумный учёный намеренно подвергает фотографа Питера Паркера радиоактивной бомбардировке, превращая его в волосатого, суицидального восьмирукого монстра, который отказывается присоединиться к новой мастер-расе учёных мутантов и сражается с чередой мутаций, хранящихся в подвальной лаборатории.
Стэн Ли, узнав о том, что экранизацию о созданном им же персонаже переделали в пародию на фильмы ужасов, был против данной идеи и подтолкнул к новой истории и сценарию, написанной для Cannon Тедом Ньюсомом и Джоном Бранкато.

### Человек-паук Ньюсома и Бранкато
В сценарии, написанном Тедом Ньюсомом и Джоном Бранкато, в качестве злодея присутствовал Отто Октавиус. Он был учителем и наставником в колледже Питера Паркера. Циклотронная авария, которая превращает Паркера в Человека-паука, также деформирует учёного в Доктора Осьминога и приводит к его безумному стремлению к доказательству Пятой силы. Режиссёром был запланирован Джозеф Зито, который поставил успешный фильм с Чаком Норрисом «Вторжение в США». Октавиуса должен был сыграть Боб Хоскинс, а Питера Паркера ― Том Круз. Также на роль тёти Мэй рассматривались Лорен Бэколл и Кэтрин Хепбёрн.
Cannon планировали уложиться в бюджет в пределах от 15 до 20 млн долларов США. Проблемой для студии послужили провалившиеся в прокате «Супермен 4: Борьба за мир» и «Властелины вселенной», из-за чего компания сократила предлагаемый бюджет до 10 миллионов. Зито отказался режиссировать малобюджетный фильм. Впоследствии сценарий несколько раз переписывался. С каждым последующим переписыванием бюджет фильма понижался, после чего проект закрыли, при этом было потрачено около 1,5 млн долларов. Голан попытался финансировать независимое производство из оригинального сценария с большим бюджетом.

### Человек-паук Голана
В мае 1989 года Viacom и Columbia Pictures хотели создать студийную франшизу. Стивен Херек был назначен в качестве режиссёра. Голан представил «новый» сценарий студии Columbia в конце 1989 года (на самом деле это был сценарий 1985 года с датой «1989»), и студия потребовала ещё одного переписывания. Голан нанял Фрэнка Лаожги, но разочаровался. Нейл Руттенберг был нанят ещё на один проект. Аналитики сценариев Columbia рассмотрели все три как «по существу, одну и ту же историю». Была начата предварительная производственная сделка.
Проект вновь был закрыт, когда Голан продал права на экранизацию Viacom.

### Человек-паук Джеймса Кэмерона
После успеха «Терминатора 2» Джеймс Кэмерон в 1992 году решил снять свою экранизацию Человека-паука. Сценарий в целом был схож со сценарием Голана. Главным злодеем также был Доктор Осьминог, которого должен был сыграть Арнольд Шварценеггер. Несколько месяцев спустя Кэмерон представил 57-страничную версию с альтернативной историей. В данной версии главными злодеями были Электро и Песочный человек. Электро (Карлтон Стрэнд) был пародией на коррумпированных капиталистов, а «Песочный человек» (названный просто Бойд) мутировал в результате несчастного случая, связанного с билокацией и смешением атомов, в результате ядерного взрыва на пляже. В сценарии были обсценная лексика и секс между Человеком-пауком и Мэри Джейн на Бруклинском мосту.

### «Человек-паук 4» Сэма Рэйми
В 2007 году Сэм Рэйми, а также Магуайр, Данст и другие актёры приняли решение продолжить франшизу. Планировался как четвёртый, так и пятый фильм, шестой, седьмой фильмы и так далее. Рассматривалась идея съёмок двух сиквелов одновременно. Джеймс Вандербилт и Дэвид Кепп писали сценарии для будущих сиквелов. Впоследствии сценарии ещё несколько раз переписывались, а также планировалось введение Ящера, Стервятника и Чёрной кошки. В апреле 2022 года Рэйми заявил, что планировал также включить в данный фильм Крейвена-охотника.
Рэйми не понравились различные версии сценариев, и он покинул студию, завершив историю на третьем фильме и оставив Sony возможность на перезапуск.
После появления паука Тоби Магуайра в фильме «Нет пути домой» некоторые фанаты призвали Sony снять четвёртый фильм с Тоби Магуайром о «Человеке-пауке», используя хэштег «#MakeRaimiSpiderMan4» в Twitter. Кроме того, и режиссёр Сэм Рэйми, и актриса Кирстен Данст выразили заинтересованность в возможном возвращении в четвёртом фильме, а Тоби Магуайр заявил, что он «открыт для чего угодно». Однако позже Рэйми заявил, что не планирует снимать данный фильм.

### «Новый Человек-паук 3» Марка Уэбба
17 июня 2013 Sony объявила, что после «Высокого напряжения» будут созданы ещё два сиквела. Премьеру третьего фильма изначально назначили на 10 июня 2016, но потом отложили до 2017 года. 2 октября 2013 The Hollywood Reporter сообщил, что Куртцман, Орси и Пинкнер вернутся для написания сценария для третьего фильма. В декабре 2013 года Гарфилд раскрыл, что он подписал контракт на три фильма и не уверен, что будет участвовать в четвёртом фильме. В феврале 2014 Sony объявила, что Уэбб срежиссирует третий фильм. В марте Уэбб заявил, что он не будет снимать четвёртый фильм, но он хотел бы остаться в качестве консультанта киносерии.
После появления паука Эндрю Гарфилда в фильме «Нет пути домой» некоторые фанаты призвали Sony снять третий фильм с Эндрю Гарфилдом о «Новом Человеке-пауке», используя хэштег «#MakeTASM3» в Twitter. В интервью «Entertainment Tonight» Гарфилд выразил заинтересованность в повторении своей роли Питера Паркера в другом фильме о Человеке-пауке. Позже Том Холланд выразил поддержку тому, чтобы Гарфилд повторил роль в возможном третьем фильме.

### «Зловещая шестёрка» Марка Уэбба
В 2016 должна была выйти и «Зловещая шестёрка», но после хакерской атаки на студию Sony в декабре 2014 года Sony и Marvel стали вести переговоры о появлении Человека-паука в фильме «Первый мститель: Противостояние» и пришли к взаимовыгодному согласию, после чего Человека-паука сыграл молодой актёр Том Холланд, а запланированные сиквелы и спин-оффы Sony были отменены.